# Kyrie Irving
Kyrie Andrew Irving (Lakota: Ȟéla (jelentése: Kis Hegy); Melbourne, 1992. március 23.  –) ausztrál-amerikai kosárlabdázó, jelenleg a Dallas Mavericks játékosa, a National Basketball Associationben (NBA). Az év újoncának választották, miután a Cleveland Cavaliers az első helyen választotta a 2011-es NBA-drafton. Nyolcszoros All Star, háromszor választották az All-NBA csapatokba. 2016-ban bajnok lett a Cavaliers csapatával.
Egyetemen a Duke Blue Devils csapatában játszott, mielőtt csatlakozott a Cavaliers-höz, 2011-ben. A 2014-es All Star-gálán megkapta az MVP díjat. A 2016-os NBA-döntőben az ő hárompontosával nyerte meg a Cavaliers a bajnokságot a Golden State Warriors ellen, 3–1-es hátrányból. Miután 2017-ben ismét szerepelt a döntőben a csapat, Irvinget a Boston Celtics-be küldték. Itt két szezont játszott, mielőtt elhagyta a csapatot, hogy a Brooklyn Nets játékosa legyen. Nehéz, botrányokkal telített New Yorkban töltött három év után Texas-ba küldte a Nets, a Dallas Mavericks játékosa lett. Az amerikai válogatottban aranyérmes lett a 2014-es világbajnokságon és a 2016-os nyári olimpián. 2020 februárjában megválasztották a National Basketball Players Association alelnökének, Pau Gasol helyére.
A kosárlabda mellett Irving tagja az Álló Szikla Sziú Törzsnek és aktív filantropistája a helyi lakotáknak. Több hirdetésben is szerepelt Uncle Drew név alatt. Szerepelt a Harcra fel! című sorozatban, a Medvetesók-ban és a Family Guy-ban is.

## Statisztikák
A Basketball Reference adatai alapján.

### Egyetem
| Év        | Csapat           | JM | KM | JP/M | MG%  | 3P%  | BD%  | LP/M | GP/M | L/M | B/M | P/M  |
| --------- | ---------------- | -- | -- | ---- | ---- | ---- | ---- | ---- | ---- | --- | --- | ---- |
| 2010–2011 | Duke Blue Devils | 11 | 8  | 27,5 | .529 | .462 | .901 | 3,4  | 4,3  | 1,5 | 0,5 | 17,5 |

### NBA

#### Alapszakasz
| Év        | Csapat              | JM  | KM  | JP/M | MG%  | 3P%  | BD%  | LP/M | GP/M | L/M | B/M | P/M  |
| --------- | ------------------- | --- | --- | ---- | ---- | ---- | ---- | ---- | ---- | --- | --- | ---- |
| 2011–2012 | Cleveland Cavaliers | 51  | 51  | 30,5 | .469 | .399 | .872 | 3,7  | 5,4  | 1,1 | 0,4 | 18,5 |
| 2012–2013 | Cleveland Cavaliers | 59  | 59  | 34,7 | .452 | .391 | .855 | 3,7  | 5,9  | 1,5 | 0,4 | 22,5 |
| 2013–2014 | Cleveland Cavaliers | 71  | 71  | 35,2 | .430 | .358 | .861 | 3,6  | 6,1  | 1,5 | 0,3 | 20,8 |
| 2014–2015 | Cleveland Cavaliers | 75  | 75  | 36,4 | .468 | .415 | .863 | 3,2  | 5,2  | 1,5 | 0,3 | 21,7 |
| 2015–2016 | Cleveland Cavaliers | 53  | 53  | 31,5 | .448 | .321 | .885 | 3,0  | 4,7  | 1,1 | 0,3 | 19,6 |
| 2016–2017 | Cleveland Cavaliers | 72  | 72  | 35,1 | .473 | .401 | .905 | 3,2  | 5,8  | 1,2 | 0,3 | 25,2 |
| 2017–2018 | Boston Celtics      | 60  | 60  | 32,2 | .491 | .408 | .889 | 3,8  | 5,1  | 1,1 | 0,3 | 24,4 |
| 2018–2019 | Boston Celtics      | 67  | 67  | 33,0 | .487 | .401 | .873 | 5,0  | 6,9  | 1,5 | 0,5 | 23,8 |
| 2019–2020 | Brooklyn Nets       | 20  | 20  | 32,9 | .478 | .394 | .922 | 5,2  | 6,4  | 1,4 | 0,5 | 27,4 |
| 2020–2021 | Brooklyn Nets       | 54  | 54  | 34,9 | .506 | .402 | .922 | 4,8  | 6,0  | 1,4 | 0,7 | 26,9 |
| 2021–2022 | Brooklyn Nets       | 29  | 29  | 37,6 | .469 | .418 | .915 | 4,4  | 5,8  | 1,4 | 0,6 | 27,4 |
| 2022–2023 | Brooklyn Nets       | 40  | 40  | 37,0 | .486 | .374 | .883 | 5,1  | 5,3  | 1,0 | 0,8 | 27,1 |
| 2022–2023 | Dallas Mavericks    | 20  | 20  | 38,2 | .510 | .392 | .947 | 5,0  | 6,0  | 1,3 | 0,6 | 27,0 |
| 2023–2024 | Dallas Mavericks    | 58  | 58  | 35,0 | .497 | .411 | .905 | 5,0  | 5,2  | 1,3 | 0,5 | 25,6 |
| 2024–2025 | Dallas Mavericks    | 50  | 50  | 36,1 | .473 | .401 | .916 | 4,8  | 4,6  | 1,3 | 0,5 | 24,7 |
| Karrier   | Karrier             | 779 | 779 | 34,5 | .474 | .394 | .888 | 4,1  | 5,6  | 1,3 | 0,4 | 23,7 |
| All Star  | All Star            | 9   | 6   | 25,3 | .598 | .460 | .750 | 6,0  | 9,2  | 1,2 | 0,1 | 19,1 |

#### Play-in
| Év      | Csapat        | JM | KM | JP/M | MG%  | 3P%  | BD%   | LP/M | GP/M | L/M | B/M | P/M  |
| ------- | ------------- | -- | -- | ---- | ---- | ---- | ----- | ---- | ---- | --- | --- | ---- |
| 2022    | Brooklyn Nets | 1  | 1  | 41,7 | .800 | .500 | 1.000 | 3,0  | 12,0 | 0,0 | 0,0 | 34,0 |
| Karrier | Karrier       | 1  | 1  | 41,7 | .800 | .500 | 1.000 | 3,0  | 12,0 | 0,0 | 0,0 | 34,0 |

#### Rájátszás
| Év      | Csapat              | JM  | KM   | JP/M | MG%  | 3P%  | BD%   | LP/M | GP/M | L/M | B/M | P/M  |
| ------- | ------------------- | --- | ---- | ---- | ---- | ---- | ----- | ---- | ---- | --- | --- | ---- |
| 2015    | Cleveland Cavaliers | 13  | 13   | 35,7 | .438 | .450 | .841  | 3,6  | 3,8  | 1,3 | 0,8 | 19,0 |
| 2016†   | Cleveland Cavaliers | 21  | 21   | 36,9 | .475 | .440 | .875  | 3,0  | 4,7  | 1,7 | 0,6 | 25,2 |
| 2017    | Cleveland Cavaliers | 18  | 18   | 36,3 | .468 | .373 | .905  | 2,8  | 5,3  | 1,3 | 0,4 | 25,9 |
| 2019    | Boston Celtics      | 9   | 9    | 36,7 | .385 | .310 | .900  | 4,4  | 7,0  | 1,3 | 0,4 | 21,3 |
| 2021    | Brooklyn Nets       | 9   | 9    | 36,1 | .472 | .369 | .929  | 5,8  | 3,4  | 1,0 | 0,6 | 22,7 |
| 2022    | Brooklyn Nets       | 4   | 4    | 42,5 | .444 | .381 | 1.000 | 5,3  | 5,3  | 1,8 | 1,3 | 21,3 |
| 2024    | Dallas Mavericks    | 22* | 22*  | 40.0 | .467 | .390 | .849  | 3,7  | 5,1  | 1,0 | 0,3 | 22,1 |
| Karrier | Karrier             | 96  | 7496 | 37,5 | .458 | .392 | .883  | 3,7  | 4,9  | 1,3 | 0,6 | 23,0 |

## Díjak

### NBA
- NBA-bajnok (2016)
- 8× NBA All Star (2013–2015, 2017–2019, 2021, 2023)
- NBA All Star-gála MVP (2014)
- 3× All-NBA csapat
  - All-NBA Második csapat (2019)
  - 2× All-NBA Harmadik csapat (2015, 2021)
- 50-40-90 klub (2021)
- NBA Az év újonca (2012)
- NBA All-Rookie Első csapat (2012)
- NBA Three-Point Contest-győztes (2013)
- USA Basketball Az év férfi sportolója (2014)
- Rising Stars Challenge MVP: 2012
- Best Team ESPY-díj (a Cavaliers tagjaként): 2016

### NBA előtt
- Parade All-American Első csapat (2010)
- McDonald's All-American: 2010
- Nike Hoop Summit All-American: 2010
- Jordan Brand High School All-American: 2010

### Nemzetközi sikerek
- FIBA Világbajnokság MVP (2014)
- Olimpiai bajnok (2016)
- FIBA Világbajnok (2014)
- U18-as FIBA Americas Bajnokság

## Filmográfia
| Év   | Cím        | Szerep     |
| ---- | ---------- | ---------- |
| 2018 | Uncle Drew | Uncle Drew |

| Év   | Cím         | Szerep               | Jegyzetek                            |
| ---- | ----------- | -------------------- | ------------------------------------ |
| 2012 | Harcra fel! | Önmaga               | Az "Egyéni testvérek" epizódban      |
| 2016 | Medvetesók  | Önmaga               | A "Charlie kosarazik" epizódban      |
| 2018 | Family Guy  | Vernon the Waterbear | A "Nagy zűr kis Quahogban" epizódban |

## További információ
- Kyrie Irving a Facebookon
- Kyrie Irving a PORT.hu-n (magyarul)
- Kyrie Irving az Internet Movie Database-ben (angolul)
- Kyrie Irving a Rotten Tomatoeson (angolul)